# Йосиф (Кононович-Горбацький)
Кононович-Горбацький Осип Кононович (чернече ім'я Йосиф (на початку XVII ст., ймовірно, в Галичині — 1653, Могильов) — український вчений, філософ, єпископ Мстиславський, Оршанський і Могильовський. Ректор Києво-Могилянської академії. Походив з міщанської сім'ї.

## Біографія
Народився на початку XVII століття, імовірно, в Галичині у міщанській сім'ї.
Вчився за кордоном (ймовірно, в Замойській академії). У джерелах відомості про Кононовича-Горбацького з'являються під 1635 рік, коли його було запрошено зі Львова на викладацьку роботу до Києво-Могилянської академії.
1635/1636 навчального року — професор риторики, 1639—1642 — професор філософії, 1642—1646 — ректор Києво-Могилянської академії, 1646—1650 — ігумен Київського Михайлівського Золотоверхого монастиря. Мав двір на Подолі, недалеко від КМА, поряд із двором А. Киселя. 2 травня 1650 затверджено королівським привілеєм на єпископа Мстиславського, Оршанського і Могильовського.
Кононович-Горбацький був високоосвіченою людиною, чудово знав мови, античних авторів, орієнтувався у сучасних йому напрямах філософської й богословської думки. Сподвижник П. Могили, своєю освіченістю заслужив його особливу увагу. Як і І. Трофимович-Козловський, С. Почаський, І. Оксенович-Старушич, працював разом з П. Могилою над «Требником» (К., 1646). Брав участь у створенні «Православного сповідання віри». Працю було розглянуто на Київському духовному соборі (вересень 1640), а згодом на православному помісному соборі в Яссах (15 вересня— 30 жовтня 1642) і затверджено 11 березня 1643 чотирма патріархами Сходу — Константинопольським, Александрійським, Антіохійським та Єрусалимським, які визнали її відповідною догматам християнської церкви. Представляли «Сповідання» на Ясському соборі І. Трофимович-Козловський, І. Оксенович-Старушич та Кононович-Горбацький. Там усі вони, за свідченням патріарха Нектарія, показали себе «мужами істино гідними подиву й всякою мудрістю й знаннями прикрашеними» й були визнані докторами богослов'я.
Помер Кононович-Горбацький в сані єпископа Мстиславського, Оршанського і Могильовського. Похований у Могильовському Спасо-Преображенському соборі.

## Творча спадщина та її вплив на середовище
Вивчення теоретичної спадщини Осипа Кононовича розпочалося у середині XX століття. Неабиякий інтерес має наукова творчість вченого для з'ясування типу й рівня філософської думки початкового періоду Києво-Могилянської академії, яка тоді вперше в історії духовного життя України поставила питання про філософську рефлексію на теоретичному рівні. Відповіддю була викладацька діяльність Кононовича-Горбацького. Його праця «Ученіє о школах» сповнена турботою про розвиток і розповсюдження освіти в Україні. Саме в піднесенні освітнього рівня українського народу, його ученості вбачав силу, що зможе протистояти поширенню католицизму.
Кононович-Горбацький — автор найстарішого в Україні курсу риторики «Orator Mohileanus Marci Tullii Cicero-nis apparatissimis partitionibus excultus» («Оратор могилянський, прикрашений найдосконалішими ораторськими розділами Марка Тулія Цицерона»), читаного ним у 1635/1636 навчальних роках. У риториці Кононович-Горбацький наголошує, що оратору, який прагне досягти найвищої досконалості, необхідно мати високу різнобічну освіту, найбільше — історичну й філософську.
Розглядаючи питання гносеології, Кононович-Горбацький обирав для своїх творів форму полеміки з визначними представниками так званої другої схоластики, течії, започаткованої в Іспанії Фонсекою, Каетаном, Суаресом. У процесі полеміки розкриваються погляди Осипа Кононовича на природу сущого, категорії, роль інтелекту в пізнанні, утверджується думка про силу людського розуму, завдяки якому людина, піднімаючись, «наче по щаблях», пізнає дійсність. Ці погляди характерні для філософів епохи Просвітництва. З іменем Кононовича-Горбацького пов'язується й утвердження в Україні раціоналістичної філософії, перехід від властивого східним слов'янам «життя в істині» (тобто по вірі), від постановки питання «як мудро жить?» до теоретичного осмислення світоглядних проблем.
«Логіка» Кононовича-Горбацького при цьому формувала культуру мислення, виходячи на новий рівень розробки філософського питань. За схоластичною формою творів першого визначного академічного філософа проступають ідеї, навіяні новим часом: «Логіка — це якнайкраща мати наших талановитих початківців, з найплодючіших та найнеосяжніших ланів якої всмоктуємо і примножуємо раціональне знання». Зусиллями Осипа Кононовича духовну традицію «софійного» світовідчуття було переведено на рефлексивно-теоретичний рівень.
Трактат «Оратор могилянський» відзначається вишуканим стилем та мовною вправністю. Цей курс визначив зміст і стиль творчості багатьох українських поетів доби бароко на рівні методу, породив критерії і вимоги до тогочасної поезії — пишність, урочистість. Якщо у «Логіці» він прагнув добитися точності в опануванні мови, то його риторика навчає правил використання мови, цим самим розвиваючи її. Філософська думка Кононовича-Горбацького знайшла продовження і розвиток у творчості його учнів і послідовників: І. Ґізеля, Й. Кроковського, С. Яворського, Т. Прокоповича, Г. Кониського.